# Reemisja (prawo)
Reemisja – w polskim prawie autorskim jest to dalsze rozpowszechnianie utworu przez inny podmiot niż pierwotnie nadający, w sposób równoczesny (w tym samym czasie co pierwotne nadawanie) i integralny (bez zmian nadawanego utworu). Reemisji można dokonywać na różne sposoby: drogą naziemną, kablową, za pośrednictwem satelity lub sieci komputerowej.
Definicja legalna reemisji znajduje się w art. 6 ust. 1 pkt. 5 ustawy o prawie autorskim i prawach pokrewnych. Jest ona zgodna z art. 3 pkt. f) i g) konwencji o ochronie wykonawców, producentów fonogramów oraz organizacji nadawczych, które definiują „nadanie” (ang. broadcast, fr. émission) i „wtórne nadanie” (ang. rebroadcast, fr. reémission). Reemisję kablową zharmonizowała dyrektywa 93/83/EWG.
Reemisja nie jest nadaniem, dlatego nie daje prawa pokrewnego. Stanowi ona jedno z pól eksploatacji, na którą należy mieć zgodę podmiotu uprawnionego (autora, podmiotu praw pokrewnych, w tym zawsze od pierwotnego nadawcy). Wyjątkowo, zgoda artysty wykonawcy oraz producenta wideogramu lub fonogramu nie jest potrzebna w przypadku reemitowania artystycznego wykonania za pomocą wprowadzonego do obrotu egzemplarza, oraz w przypadku reemitowania wprowadzonego do obrotu fonogramu lub wideogramu. Wtedy artyście wykonawcy lub producentowi przysługuje jedynie wynagrodzenie.
Reemisję odnosi się głównie do nadań programów (radiowych lub telewizyjnych). Na tym też polega istota reemisji: jeden operator umożliwia odbiór programu nadawanego przez innego operatora. Zwykle są to operatorzy sieci kablowych i multipleksów. Operatorzy sieci kablowych mogą uzyskać zgodę na reemisję utworów wyłącznie od właściwej organizacji zbiorowego zarządzania prawami autorskimi, a nie od podmiotów uprawnionych do poszczególnych elementów programu (ponadto muszą mieć zgodę pierwotnego nadawcy, który ma prawo pokrewne do pierwotnego nadania).
W polskim prawie istnieje wyjątek, na podstawie którego nie ma obowiązku uzyskiwania zgody na reemisję. Wyjątek ten stanowi postać dozwolonego użytku publicznego.
Podobnym do reemisji pojęciem jest simulcasting rozumiany jako wtórne rozpowszechnianie utworów w Internecie, o ile jest równoczesne i integralne. Na gruncie prawa polskiego zaliczenie simulcastingu jako rodzaju reemisji nie jest przesądzone. Ten problem mogłoby rozwiązać przyjęcie traktatu o prawach nadawców, ale ustalenie projektu takiego traktatu jest niepewne.